# Xylophanes martiniquensis
Xylophanes martiniquensis är en fjärilsart som beskrevs av Kernbach 1964. Xylophanes martiniquensis ingår i släktet Xylophanes och familjen svärmare. Inga underarter finns listade i Catalogue of Life.